# Ingrid Haralamow
Ingrid Haralamow (n. 29 iulie 1966) este o caiacistă ce a reprezentat Elveția, medaliată olimpică. A participat la 2 ediții ale Jocurilor Olimpice (1992, 1996) în care a câștigat o medalie de argint.